# Cyclotella cretica var. cyclopuncta
Variété
Synonymes
- Cyclotella cyclopuncta (Håkansson & Carter) Schmidt, 1993[1],[2]

Cyclotella cretica var. cyclopuncta est une variété de diatomées de la famille des Stephanodiscaceae.